# Onthophagus tharalithae
Onthophagus tharalithae é uma espécie de inseto do género Onthophagus, família Scarabaeidae, ordem Coleoptera.
Foi descrita cientificamente por Karimbumkara & Priyadarsanan em 2016.